# Смолярова, Александра Захаровна
Александра Захаровна Смолярова (укр. Олександра Захарівна Смолярова; 19 июня 1925, Мариуполь, Украинская ССР, СССР — 24 мая 2014, Киев, Украина) — советская и украинская театральная актриса и педагог. Народная артистка УССР (1980).

## Биография
А. З. Смолярова родилась 19 июня 1925 года в городе Мариуполь (ныне Донецкая область, Украина). До войны училась в киевской школе № 57. В 1944—1948 годах училась в КГИТИ имени И. К. Карпенко-Карого (актёрский факультет, мастерская Л. Гакебуш).
После окончания института поступила сначала в Киевском ТЮЗе (1948—1949), затем перешла в Винницкий украинский областной музыкально-драматический театр (1949—1950). В 1950—1952 годах играла на сцене Киевского русского драматического театра транспорта.
В 1952 году стала актрисой КАТРД имени Л. Украинки, где сыграла около 80 ролей.
В 1970—1980-х годах преподавала в родном университете, доцент. Член-корреспондент Академии искусств Украины (2000).
Умерла 24 мая 2014 года.

### Семья
- Муж — режиссёр Юрий Владимирович Петров[4].
- Имела двое детей: сын Леонид (Режиссёр и актёр КАТРД имени Л. Украинки) и дочь.
- Есть один внук и одна внучка

## Награды и премии
- Заслуженная артистка УССР.
- Народная артистка УССР (1980).
- Государственная премия УССР имени Т. Г. Шевченко (1983) — за исполнение роли в спектакле «Кафедра» В. В. Врублевской
- Орден «Знак Почёта» (1986).
- член-корреспондент Академии искусств Украины (2000).
- Золотая медаль АГУ (2005).
- Орден «За заслуги» ІІІ степени (30 ноября 2006 года) — за весомый личный вклад в развитие театрального искусства, весомые творческие достижения и высокое профессиональное мастерство[5].
- Орден Дружбы (31 января 2007 года, Россия) — за большой вклад в укрепление и развитие российско-украинских культурных связей[6].

## Работы в театре
| - «Чуть мерцает призрачная сцена… (Юбилей. Юбилей? Юбилей!)» (2011) - «И всё это было… и всё это будет…» (2001) - «Долетим до Милана» (2001) - «Кошка на раскаленной крыше» Т. Уильямса(1998) - «Возвращение в Сорренто» (1997) - «Маленькая девочка» (1995) - «История одной страсти» (1994) - «Метеор» (1992) - «Загадка дома Вернье» (1992) - «Кандид» Вольтера (1991) - «Событие» (1989) - «Уроки музыки» (1989) - «Кровавая свадьба» (1988) - «Старик» (1988) - «ОБЭЖ» (1985) - «Равняется четырем Франциям» (1984) - «Победительница» (1983) - «Не был… не состоял… не участвовал» (1982) - «Игрок» (1982) - «Молодая хозяйка Нискавуори» (1981) - «Прошу занести в стенограмму» (1981) - «Веер» (1980) - «Кафедра» (1979) - «Будьте здоровы» (1978) - «Хозяйка» (1978) | - «И отлетим с ветрами» (1977) - «Как важно быть серьёзным» (1976) - «Странный доктор» (1975) - «Без труб и барабанов» (1975) - «Русские люди» К. М. Симонова (1975) - «Вечерний свет» (1974) - «…и земля скакала мне навстречу!» (1974) - «Власть тьмы» Л. Н. Толстого (1974) - «Варвары» М. Горького (1973) - «Птицы нашей молодости» (1972) - «Великоманиев» (1971) - «Затюканный апостол» (1971) - «Мария» (1970) - «Дети Ванюшина» С. А. Найденова (1970) - «Первый удар» (1969) - «Странная миссис Сэвидж» Дж. Патрика (1968) - «Традиционный сбор» (1967) - «Встречи поздние и ранние» (1966) - «Сегодня и ежедневно» (1966) - «Дон Карлос» Ф. Шиллера (1965) - «Дачники» М. Горького (1965) - «На диком бреге» Б. Н. Полевого (1965) - «В день свадьбы» (1964) - «Бессмертная лира поэта» (1964) - «Киевская тетрадь» (1963) - «Поворот ключа» (1963) | - «Палата» (1962) - «Перед ужином» (1962) - «Друзья и годы» Л. Г. Зорина (1962) - «Иркутская история» А. Н. Арбузова (1960) - «Песня под звёздами» (1959) - «Машенька» А. Н. Афиногенова (1959) - «Соло на флейте» (1959) - «Вот я иду!» (1958) - «Такая любовь» (1958) - «В пуще» (1957) - «Рассвет над морем» (1957) - «Второе дыхание» (1957) - «Деревья умирают стоя» (1956) - «Гибель эскадры» А. Е. Корнейчука (1956) - «Мораль пани Дульской»(1955) - «Давным-давно» А. К .Гладкова (1955) - «Годы странствий» (1955) - «Дочь прокурора» (1954) - «Стрекоза» (1954) - «Опасный спутник» (1953) - «К новому берегу» В. Т. Лациса (1953) - «На бойком месте» А. Н. Островского (1953) - «Маскарад» М. Ю. Лермонтова (1952) - «Живой труп» Л. Н. Толстого (1940) |

## Фильмография
1. 1957 — Конец Чирвы-Козыря — Зубченко, член парткома завода
2. 1957 — Мораль пани Дульской — Ганка
3. 1970 — Путь к сердцу — эпизод
4. 1978 — Хозяйка
5. 1979 — Дождь в чужом городе — эпизод
6. 1999 — День рождения Буржуя — билетёрша
7. 1999 — Школа скандала — тётушка Дебора
8. 2005 — Миф об идеальном мужчине — Наталья Борисовна Рогожская (в титрах Алла Смолярова)
9. 2007 — Долг (החוב)
10. 2011 — Возвращение Мухтара-7 (1-я серия «Злоумышленник») — Надежда